# جوناثان سيلفرمان
جوناثان سيلفرمان (بالإنجليزية: Jonathan Silverman)‏ هو ممثل أمريكي، ولد في 5 أغسطس 1966 بلوس أنجلوس في الولايات المتحدة.

## أعمال

### أفلام
- (1992) الموت أصبح هي[4]
- (2013) جي بي آف[5]

### مسلسلات
- كاسل

## وصلات خارجية
- جوناثان سيلفرمان على موقع IMDb (الإنجليزية)
- جوناثان سيلفرمان على موقع ألو سيني (الفرنسية)
- جوناثان سيلفرمان على موقع تيرنر كلاسيك موفيز (الإنجليزية)
- جوناثان سيلفرمان على موقع أول موفي (الإنجليزية)
- جوناثان سيلفرمان على موقع قاعدة بيانات برودواي على الإنترنت (الإنجليزية)
- جوناثان سيلفرمان على موقع قاعدة بيانات الأفلام السويدية (السويدية)
- جوناثان سيلفرمان على موقع إن إن دي بي (الإنجليزية)
- جوناثان سيلفرمان على موقع قاعدة بيانات الفيلم (الإنجليزية)
- جوناثان سيلفرمان على موقع كينوبويسك (الروسية)